# 이기호 (1945년)
이기호(李起浩, 1945년 10월 1일~2022년 8월 3일)는 대한민국의 경제관료이다.
행정고시 7회에 합격했고, 경제기획원 경제기획국장, 보건복지부 차관, 국무총리 행정조정실장, 노동부 장관, 청와대 경제수석비서관 등을 역임했다. 공직 퇴임 후에는 영국 옥스퍼드 대학교 교환교수와 미국 헤리티지 재단의 최고위 연구원으로 활동하였다.

## 학력
- 광주제일고등학교 졸업
- 서울대학교 상과대학 경제학 학사
- 보스턴 대학교 대학원 석사